# Tarimbekken

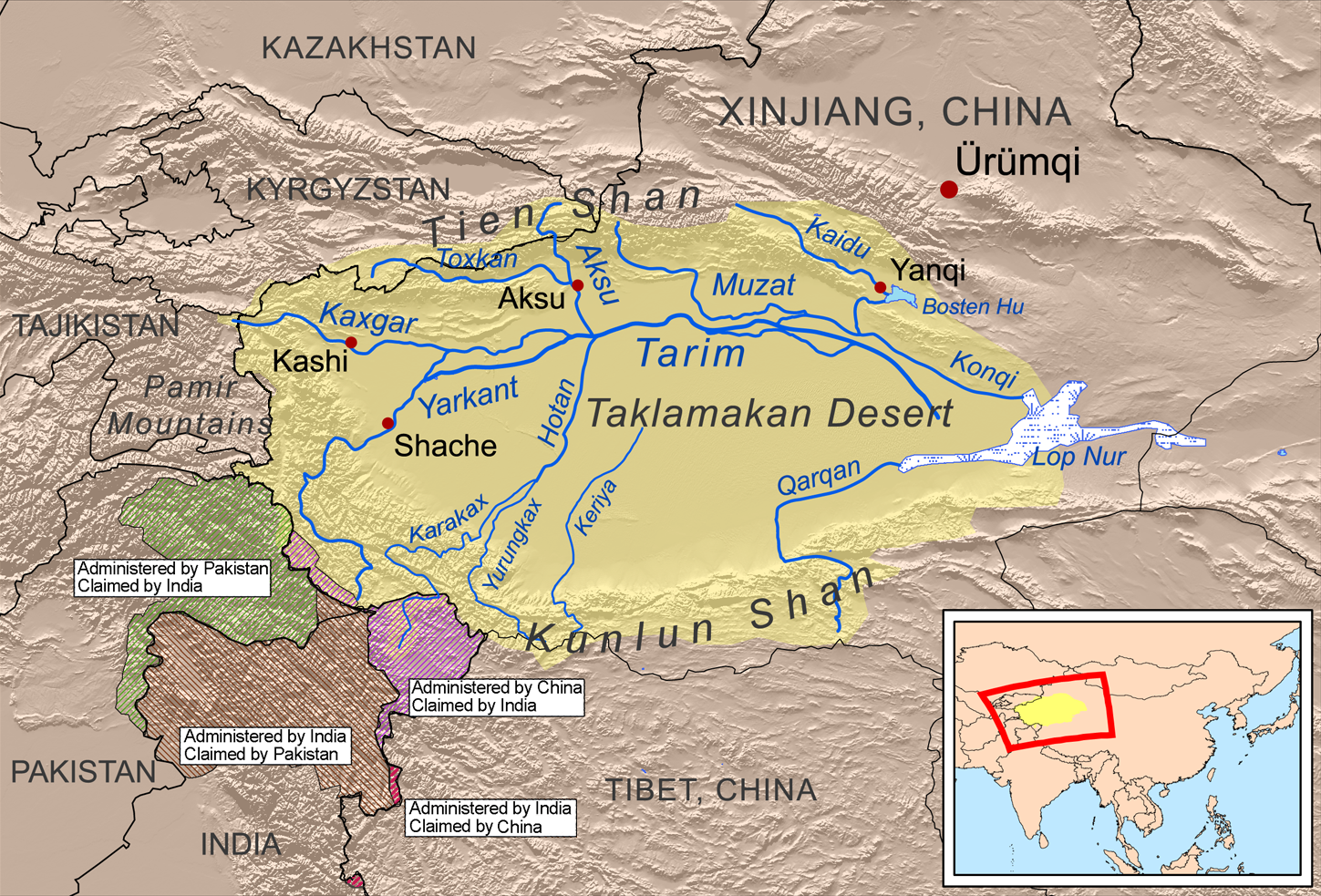
Het Tarimbekken met de Taklamakanwoestijn, ten zuidwesten van de Gobiwoestijn

Het Tarimbekken  is een groot geologisch bekken in de autonome regio Xinjiang in het uiterste westen van de Volksrepubliek China. Het wordt omsloten door drie hooggebergten: de Tian Shan in het noorden, de Pamir in het westen en de Kunlun in het zuiden. Een groot deel van het bekken wordt ingenomen door de Taklamakanwoestijn. De zijderoute splitste zich hier in twee routes, langs de noordelijke en zuidelijke randen van Taklamakan. Het laagste punt is Lop Nor in het oosten, een voormalig zoutmeer. Lop Nor was vroeger aanzienlijk groter, 'Groot Lop Nor' en voor díe tijd maakte het deel uit van het 'Tarim meer', dat waarschijnlijk zo groot was als de Kaspische Zee. Dat verklaart het zout in de woestijn, dat bijdroeg aan de mummificatie van bewoners die werden begraven (Tarim-mummies).
De naamgever van het bekken is de rivier de Tarim, die langs het noorden van het bekken stroomt en er ook eindigt. Het Tarimbekken is een endoreïsch bekken en heeft dus geen afvoer naar zee.
De Zijderoute liep door en ten noorden van het Tarimbekken:
- Centrale route, van Dunhuang in het oosten, door de Jaden Poort in de Chinese Muur, ten zuiden van de Tian Shan via Loulan, naar Kucha, Kashgar naar West Turkestan.
- Zuidelijke route, van Dunhuang, via Cherchen, Niya, Khotan, Kashgar naar het westen
- Noordelijke route, van Dunhuang, naar Hami en ten noorden van het Tarimbekken en de Tian Shan, langs Ürümchi naar Tashkent in het westen. Langs deze zijderoute was het klimaat het gunstigst, maar er waren vanuit het noorden aanvallen te duchten van nomaden te paard.

Het Kunlungebergte in het zuiden van het Tarimbekken was in de Chinese mythologie en de traditionele Chinese opvatting over de oudste Chinese geschiedenis het rijk van de elvenkoningin Xi Wang Mu, de 'Koningin-moeder van het Westen' met haar 'perziken van onsterfelijkheid' en de verblijfplaats van Huang Di (de Gele Keizer).

## Geschiedenis

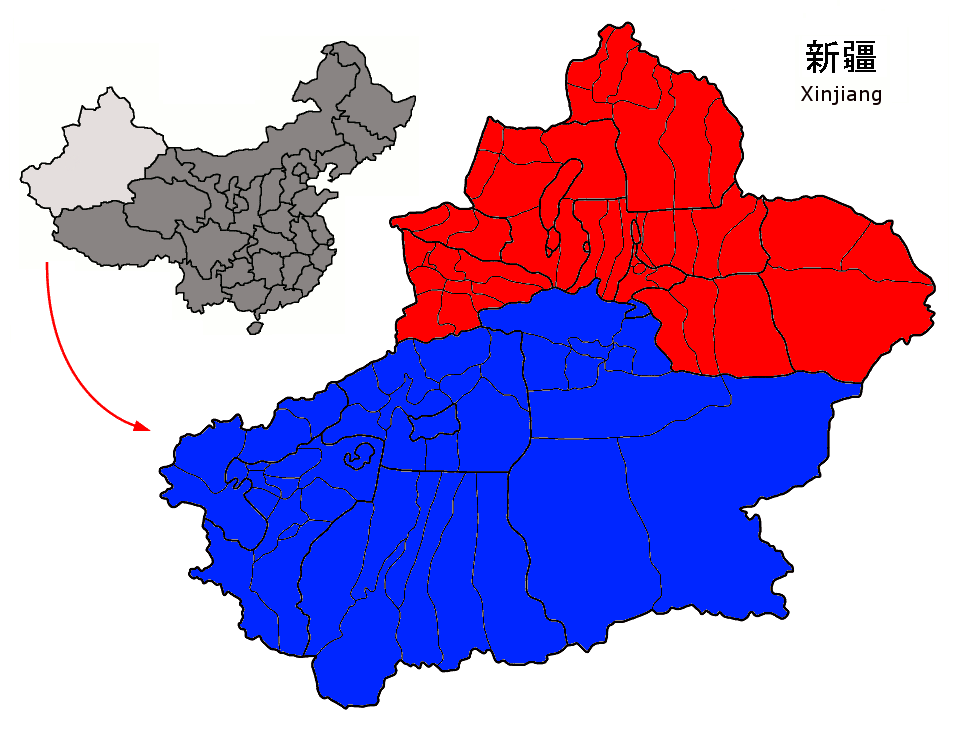
Xinjiang, Rood bekken van Dzjoengarije. Blauw het Tarimbekken

Aan het begin van de bronstijd hebben een aantal migratiegolven naar het bekken plaatsgevonden. De eerste migranten kunnen de sprekers van het Tochaars, een Indo-Europese taal, zijn geweest.
Latere migraties brachten sprekers van Iraanse talen naar het bekken. Dat moeten herders geweest zijn. De laatste migraties moeten pastoraal nomaden geweest zijn. Deze en andere migranten brachten een vorm van agrarische technologie en enkele rituele aspecten van een sedentaire samenleving naar het gebied. De oorsprong daarvan moet gelegen hebben in  de gordel van agrarisch gebied dat zich uitstrekte van het noorden van Afghanistan naar het Aralmeer. Het betreft dan regio's als Bactrië en Margiana. Vroege Scytische invloeden zijn zichtbaar bij de Chawuhucultuur in de voetheuvels van de Tian Shan.
In het gebied zijn vanaf begin twintigste eeuw  enkele honderden Tarim-mummies gevonden. De mummies zijn door het  droge klimaat met desiccatie van de lichamen als gevolg zeer goed geconserveerd. De meeste van die vondsten zijn gedaan in het oostelijk deel van het bekken in het gebied rondom Lob Nuur bij vestigingen en steden als Hami, Turpan, Xiaohe en Kroraina. Andere vondsten waren langs de zuidelijke rand van het bekken bij Khotan, Cherchen en Niya.  De oudste mummies dateren uit de periode rondom 1800 v.Chr. De jongste rondom 200 na Chr. De oudste mummies worden toegeschreven aan sprekers van het Tochaars, een Indo-Europese taal en zouden van europide oorsprong zijn. 

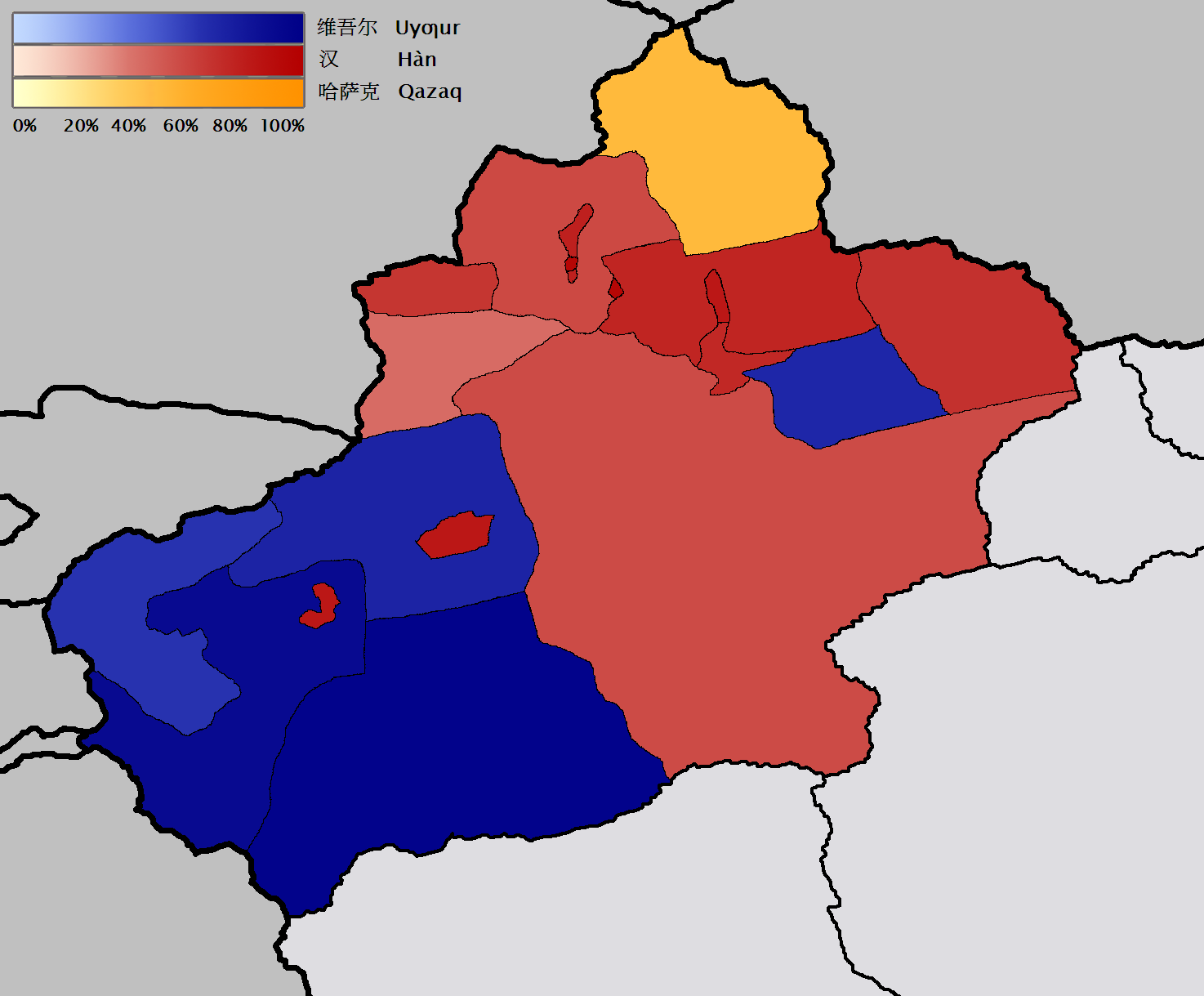
Etnische groepen en meerderheden in Xinjiang

Tijdens de Han-dynastie (206 v.Chr.- 220 na Chr.) begon China zijn invloed geleidelijk naar het Tarimbekken uit te breiden en wist daar een aantal militaire voorposten te vestigen. Na de val van de Han-dynastie kreeg het Kushanrijk toenemende invloed in het zuiden van het bekken. De Chinese culturele invloed bleef echter aanzienlijk. De dominante militaire macht in het noorden van het bekken was tot in het midden van de vijfde eeuw de Rouran. Daarna waren tot aan het midden van de zesde eeuw de Hephthalieten de dominante macht.
Ook de Tang-dynastie (618-907) heeft het gebied tot aan ongeveer 760 beheerst. Daarna maakte het tot midden negende eeuw deel uit van het Tibetaanse rijk. Na de val van het Oeigoerse Rijk in het midden van de negende eeuw wisten groepen Oeigoeren het bekken te veroveren, die daar het koninkrijk Qocho vestigden. De basis van dat koninkrijk was een aantal oasesteden zoals Hami, Kucha, Turpan, Gaochang en Bezeklik. Vanaf omstreeks het jaar 1000 zijn de Karachaniden de dominante macht in het bekken. In de 12e eeuw zijn dat de Kara-Kitan. De islam werd vanaf de 11e eeuw de dominante religie in het gebied.
In de 13e eeuw werd het gebied veroverd door Dzjengis Khan. Daarna maakte het deel uit van Kanaat van Chagatai, het Timoeridenrijk en het kanaat van Moghulistan. Vanaf ongeveer 1400 werd het noorden van Xinjiang het woongebied van de stamfederatie van de Oirat-Mongolen. Vanaf de tweede helft van de 17e eeuw werden ook delen van het zuiden van het gebied - het Tarimbekken -  beheerst door de toentertijd dominante stam binnen de federatie, de Dzjoengaren.
Na de definitieve  val van het  kanaat van Dzjoengarije in het midden van de achttiende eeuw ging  Dzjoengarije en het Tarimbekken deel uitmaken van het Chinese rijk. In 1865 brak een opstand van Hui, Chinese moslims, uit tegen het Chinese gezag. In een later stadium voegden zich Turkstalige moslims zich bij de opstand, die uiteindelijk werd gekaapt door Yakub Beg, een avonturier van Tadzjiekse afkomst. Hij stichtte in het bekken een emiraat. In 1878 wist de Qing-dynastie het gebied te heroveren. Na die opstand werden in 1884 het Tarimbekken en Dzjoengarije samengevoegd in de nieuwe provincie Xinjiang. In 1933/1934 wisten Oeigoeren een kortstondige onafhankelijke Eerste Oost-Turkestaanse Republiek in een deel van het bekken te vestigen.

## Migratie
Vanaf de 18e eeuw tot aan het eind van de twintigste eeuw was de migratie van Han  en Hui vooral gericht op het het bekken van Dzjoengarije, het noordelijk deel van de provincie Xinjiang. In 2005 woonde 90% van de Han in dat noordelijk deel van de provincie. Pas vanaf 1985 is er sprake van enige significante migratie van Han en Hui naar het Tarimbekken, het zuidelijke deel van de provincie. In 2005 waren de Oeigoeren met 80% van de daar aanwezige bevolking nog de grootste etnische groep.

## Geologische geschiedenis
Het hele gebied van het Tarimbekken zonk tijdens het Laat Krijt. De Turfandepressie, het gebied ten zuiden van Turfan, ligt tegenwoordig onder de zeespiegel. Het laagste punt is 154 meter onder zeeniveau.
Het Tarimbekken bevindt zich in het midden van de grootste landmassa van de aarde en ontvangt smeltwater van de bergen aan elke kant en dat vormt het Tarim riviersysteem. Veel water komt van het Kunlungebergte in het zuiden. Het Tarimbekken is steeds droger geworden en was 1500 jaar geleden minder droog dan nu. Sven Hedin kwam in 1928 met een Zweeds team van onderzoekers naar het Tarimbekken. Een van de wetenschappers was de geoloog Erik Norin. Hij zag met name in het zuiden de woestijn opkruipen. Gletsjers trekken zich terug. Al stroomt de Tarimrivier vooral in het noorden, ze ontvangt veel water uit het zuidwesten, zowel boven als ondergronds. Vooral in het verleden kwam veel water van de gletsjers uit het Kunlungebergte. De Tarimrivier eindigt in het noordoosten. Volgens Norin zijn sommige Kunlun gletsjers overblijfselen van de laatste IJstijd. 18.000 Jaar geleden was een 'ijspiek', rond 8000 v.Chr. keerde warmte terug. Volgens Norin en Joe Birman, een geoloog uit Californië, was er rond 3000 v.Chr. een sterke afkoeling (reglaciation), waarna het gebied door het jaarlijkse smeltwater weer vruchtbaarder werd.
Ooit lag het gehele Tarimbekken onder zoet water. Er was in de late ijstijden volgens Norin een enorm meer of binnenlandse zee, waar nu het Tarimbekken zich bevindt. Lob Nuur is er het laatste overblijfsel van. Aan het zuidelijke voorgebergte van de Kuruk-tag (ten noorden en noordwesten van Loulan) vond Norin sporen van de noordelijke kustlijn van het 'Tarimmeer', zoals hij het meer noemde. Het was waarschijnlijk zo groot geweest als de Kaspische Zee met grote uitlopers naar het noordoosten. Er hebben zich ter plaatse grote geologische veranderingen voorgedaan in de aardkorst, waardoor de kustlijn bij Loulan zich 300 meter lager bevindt dan in Aksu in het westen. Het Tarimbekken werd in het midden gebogen, ofwel omhooggestuwd en het water stroomde naar het oosten. Daar vormde zich 'Groot Lob Nuur' en ten slotte bleef daar de zoutwateroase van het tegenwoordige Lob Nuur van over. In 330 n.Chr. veranderde de rivier haar loop en vormde de oase  Qara Qoshun 200 km ten zuiden van Lob Nuur. In 1921 hernam de loop van de rivier weer haar oude bedding naar Lob Nuur.